# Javier Mariscal
Francisco Javier Errando Mariscal (* 9. února 1950 Valencie) je španělský výtvarník.
V sedmdesátých letech kreslil komiksy pro undergroundový časopis El Rrollo enmascarado. Navrhl židli Dúplex pro stejnojmenný bar ve Valencii a pro italskou firmu Moroso vytvořil barevné křeslo Alexandra. V roce 1989 založil v Barceloně vlastní Estudio Mariscal.
Je autorem loga rozhlasové stanice Onda Cero, animátorského studia Framestore a švédské strany Sociální demokraté. Pro barcelonské Letní olympijské hry 1992 vytvořil jako maskota kubisticky pojatého psa Cobiho. Jeho dílem je také Twipsy, maskot výstavy Expo 2000. V prostorách Valencijské univerzity je umístěna jeho nástěnná malba na podporu užívání valencijštiny ve školách, kterou vytvořil spolu s místními dětmi. Tašky podle jeho designu vyrábí firma Camper. Navrhl budovu Gran Hotel Domine v Bilbau, v Barceloně stojí jeho socha krevety La Gamba. Spolupracoval s Pedrem Almodóvarem na filmu Rozkoš v oblacích a s Fernandem Truebou na filmu Chico a Rita.